# タルヤー
タルヤー (Tulyar) はアイルランド生産、イギリス調教の競走馬。1952年にエプソムダービー、キングジョージ6世&クイーンエリザベスステークス（以下「キングジョージ」と記述）など数々の大レースを制し、アイシングラスの持つ最高獲得賞金記録を57年ぶりに塗り替えた。
半弟に凱旋門賞優勝馬で種牡馬として日本に輸出されたセントクレスピン、母の伯父にアイルランドの二冠馬でこれも日本で種牡馬として成功を収めたプリメロがいる。

## 経歴
競馬史上に大きな事績を残したアーガー・ハーン3世の生産馬。体高約153cmと非常に小柄、かつ闘争心とはほど遠い鷹揚な性格で、競走馬としてはほとんど期待されていなかった。デビュー以降しばらくも凡庸な成績で、当初はクラシックも目指していなかったが、3歳になってから快進撃をはじめ、エプソムダービー、エクリプスステークス、キングジョージ、セントレジャーステークスなどを制した。距離不適との理由でクラシック初戦の2000ギニーを回避しており、「幻の三冠馬」に挙げる者もいる。当時世界最高賞金レースだったキングジョージを制した時点で獲得賞金額が6万796ポンドとなり、1895年にアイジングラスが記録した5万8655ポンドを抜いて史上最高賞金獲得馬となった。3歳終了時点の獲得賞金は7万6417ポンドで、当初はこれ以降も現役続行が検討されていたが、アイルランドのナショナルスタッドから購買の申し入れがあり、3歳で競走馬を引退した。この時の購買額27万5000ドルも当時の世界最高額を塗り替えるものだった。
種牡馬としてはアイルランドとフランスで牝馬クラシックの優勝馬を一頭ずつ送り出したが、3年目の種付けシーズンを終えた時点で、67万2000ドルという価格でアメリカのクレイボーンファームに売却された。アメリカでも大活躍というほどの成績は残せず、1972年に老衰で死亡している。

### 馬齢別競走成績
- 2歳-6戦2勝
- 3歳-7戦7勝（エプソムダービー、エクリプスステークス、キングジョージ6世&クイーンエリザベスダイヤモンドステークス、セントレジャーステークス、オーモンドステークス、ヘンリー8世ステークス）

## 主な産駒
- Ginetta（1956年産 仏1000ギニー、フォレ賞）
- Fiorentina（1956年産 アイリッシュ1000ギニー）
- Paris Pike（1957年産 ハリウッドオークス）
- Dingle Bay（1959年産 ハリウッドオークス）
- Castle Forbes（1961年産 エイコーンステークス、ソロリティーステークスなど重賞3勝）

## 血統表
| タルヤーの血統（ボワルセル系 / Phararis4×4=12.50%） | タルヤーの血統（ボワルセル系 / Phararis4×4=12.50%） | タルヤーの血統（ボワルセル系 / Phararis4×4=12.50%） | （血統表の出典）    | （血統表の出典） |
| 父 Tehran 1941 鹿毛                                 | 父の父Bois Roussel 1935                             | Vatout                                              | Prince Chimay       | Prince Chimay    |
| 父 Tehran 1941 鹿毛                                 | 父の父Bois Roussel 1935                             | Vatout                                              | Vasthi              |                  |
| 父 Tehran 1941 鹿毛                                 | 父の父Bois Roussel 1935                             | Plucky Liege                                        | Spearmint           | Spearmint        |
| 父 Tehran 1941 鹿毛                                 | 父の父Bois Roussel 1935                             | Plucky Liege                                        | Concertina          |                  |
| 父 Tehran 1941 鹿毛                                 | 父の母Stafaralla 1935 鹿毛                          | Solario                                             | Gainsborough        | Gainsborough     |
| 父 Tehran 1941 鹿毛                                 | 父の母Stafaralla 1935 鹿毛                          | Solario                                             | Sun Worship         |                  |
| 父 Tehran 1941 鹿毛                                 | 父の母Stafaralla 1935 鹿毛                          | Mirawala                                            | Phalaris            | Phalaris         |
| 父 Tehran 1941 鹿毛                                 | 父の母Stafaralla 1935 鹿毛                          | Mirawala                                            | Miranda             |                  |
| 母 Neocracy 1944 黒鹿毛                             | 母の父Nearco 1935 黒鹿毛                            | Pharos                                              | Phalaris            | Phalaris         |
| 母 Neocracy 1944 黒鹿毛                             | 母の父Nearco 1935 黒鹿毛                            | Pharos                                              | Scapa Flow          |                  |
| 母 Neocracy 1944 黒鹿毛                             | 母の父Nearco 1935 黒鹿毛                            | Nogara                                              | Havresac            | Havresac         |
| 母 Neocracy 1944 黒鹿毛                             | 母の父Nearco 1935 黒鹿毛                            | Nogara                                              | Catnip              |                  |
| 母 Neocracy 1944 黒鹿毛                             | 母の母Harina 1933 鹿毛                              | Blandford                                           | Swynford            | Swynford         |
| 母 Neocracy 1944 黒鹿毛                             | 母の母Harina 1933 鹿毛                              | Blandford                                           | Blanche             |                  |
| 母 Neocracy 1944 黒鹿毛                             | 母の母Harina 1933 鹿毛                              | Athasi                                              | Farasi              | Farasi           |
| 母 Neocracy 1944 黒鹿毛                             | 母の母Harina 1933 鹿毛                              | Athasi                                              | Athgreany F-No.22-a |                  |

父テヘランはセントレジャーステークスを制した長距離馬で、1952年に英リーディングサイアーを獲得している。

母ネオクラシーはイギリスで5戦2勝。産駒にはタルヤー、セントクレスピンの他に、イタリアオークス等の優勝馬アンティクレアの母アンドロメダがおり、その孫に日本で重賞4勝を挙げた ハクホオショウがいる。

2代母Harina（インペリアルプロデュースステークス・英重賞）の全兄弟に二冠馬Trigo、愛二冠馬Harinero、ドンカスターカップ優勝馬アスフオード、愛二冠馬プリメロがいる。